# Osorkon B
Osorkon B (... – 835 a.C. circa) è stato un Primo Profeta di Amon durante la XXII dinastia egizia.
| R8 | U36 | D1 · p · n | i | mn · n | N5 · Z1 |

hm ntr tpi n imn r՚
| V4 | Aa18 | i | r · V31 · n |

wsrkn 

Hem netjer tepi en Amon-Ra Userken - "Primo Profeta di Amon-Ra, Osorkon".

## Biografia
Figlio di Takelot II, ed inizialmente designato come erede al trono di Bubasti, venne destinato in seguito, dal padre, a ricoprire il seggio di Primo Profeta a Tebe - ossia a governare l'Alto Egitto - con l'incarico di riportare sotto il controllo della famiglia reale quella regione. Alla decisione del sovrano si opposero sia i figli di Nimlot II, precedente Primo Profeta, che Horsaset B, forse nipote di Horsaset A, che aveva ricoperto l'incarico durante il regno di Osorkon II.
Ne seguì una situazione molto complessa che vide i contendenti trasformare Tebe in un campo di battaglia, con alterne fortune. Osorkon B e Horsaset si alternarono al potere a seconda di quale fazione fosse risultata vincitrice in una certa fase dello scontro.

La situazione venne complicata dall'intervento, nella regione di Tebe, di Petubastis I, fondatore della XXIII dinastia, che tentò di estendere il proprio potere all'Alto Egitto. Dopo la sconfitta di Petubastis è probabile che Osorkon si sia attributo la completa titolatura regale ed abbia regnato sull'Alto Egitto; questo sovrano è comunemente conosciuto come Osorkon III ed inserito nella XXIII dinastia].
Tra le ragioni addotte per convalidare l'identita tra Osorkon B e Osorkon III vi anche una stele che riporta, frammentario il nome della moglie di Osorkon B: Tent... , nome che può essere ricostruito sia come Teantamon che come Tentsai, come una delle mogli secondarie di Osorkon III. Entrambi gli Osorkon risultano, poi, aver avuto una figlia di nome Shepenupet.

L'identità tra Osorkon B e Osorkon III, accettata dalla maggior parte degli egittologi è invece contestata da Kenneth Kitchen che basa le sue affermazioni su leggere differenze tra i nomi delle madri di Osorkon B (Karoma-merymut) e di Osorkon III (Kamama-merymut).

## Datazioni alternative
| Autore | Anni di regno       |
| ------ | ------------------- |
| Grimal | 850 a.C. - 825 a.C. |